# Testamento (derecho romano)

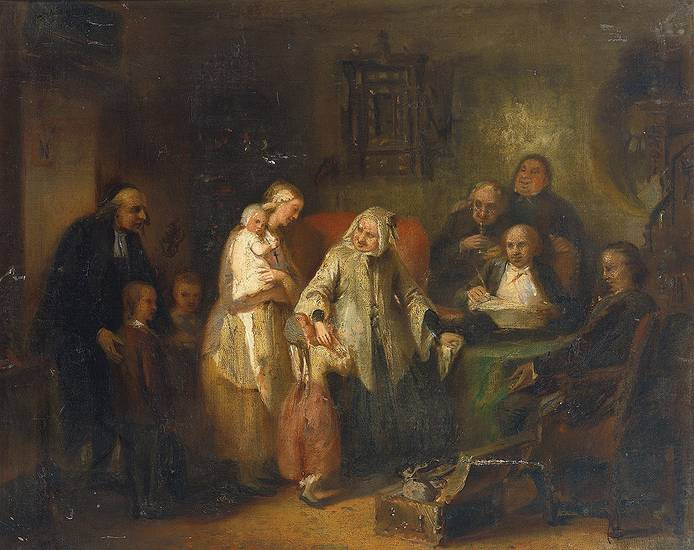
En esta pintura se representa el momento de apertura de un testamento moderno, situación que también se producía en el derecho romano con la apertura de las tablillas enceradas que recogían la voluntad del fallecido.</div style>

En derecho romano, el testamento (en latín testamentum) es un acto jurídico solemne por el que una persona con capacidad para ello hace constar su voluntad dispositiva acerca de su propio patrimonio para después de su fallecimiento. Por este acto se permite a una persona sui iuris, en la que no concurra ninguna incapacidad que lo impida, otorgar una ley a su propio patrimonio, pero es ésta un tanto peculiar al no entrar en vigor hasta el momento de la muerte de la persona y por poder ser revocada con total independencia por un nuevo testamento hasta que se sobrevenga el fatídico desenlace. La doctrina romanista del momento considera que es una de las invenciones más importantes del genio jurídico romano.
La persona que testa designa ante todo uno o varios herederos, bien directamente o bien como sustitutos de los instituidos en primer lugar. Pero el testador también está capacitado para hacer otra clase de disposiciones, como son los legados o fideicomisos, las concesiones de libertad a esclavos (no eran propiamente manumisiones), la asignación del patronato, los nombramientos de tutores o la ordenación de sepultura.

## Jurisprudencia romana clásica

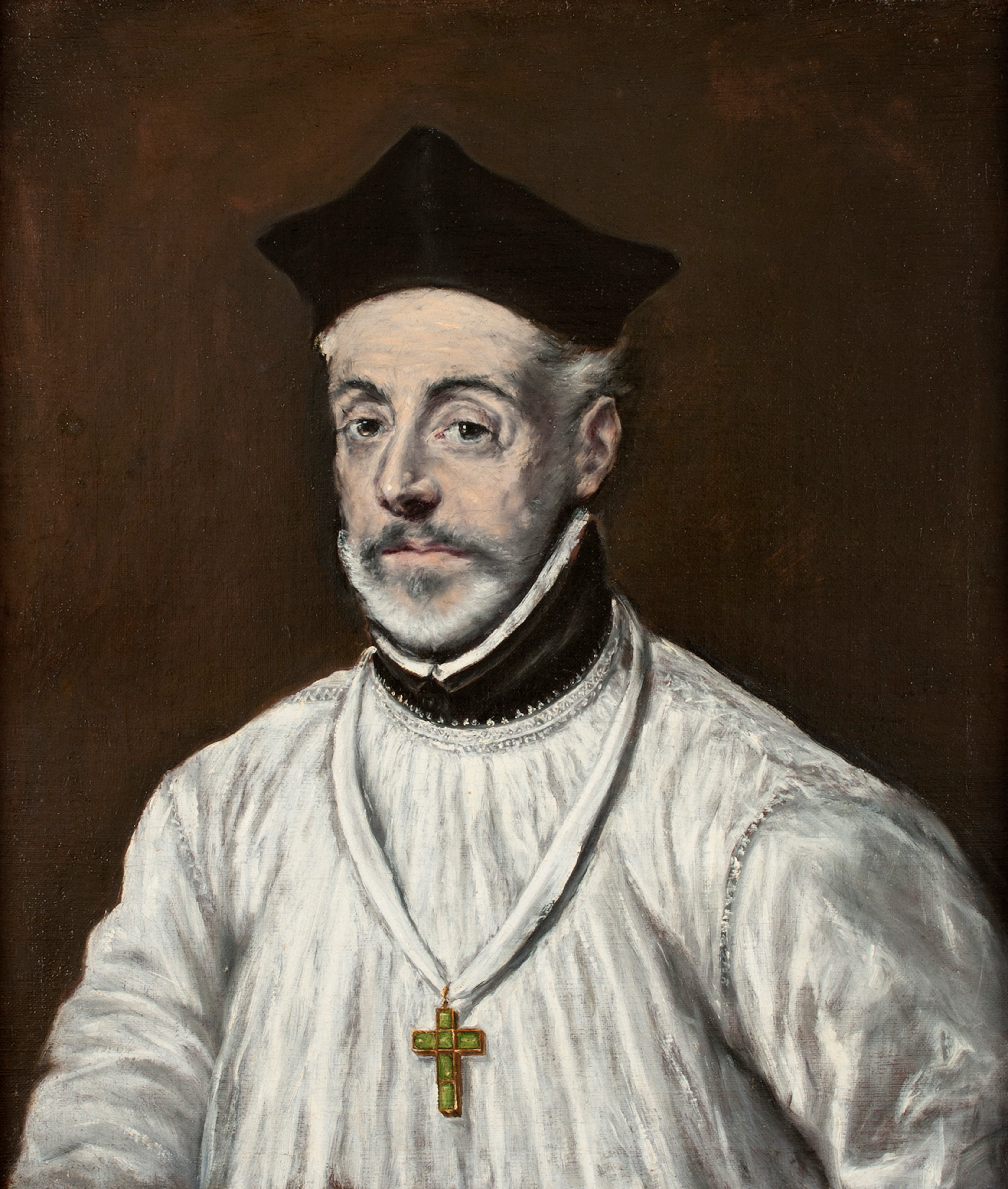
El eclesiástico Diego de Covarrubias (en la imagen retrato por el El Greco) ha sido uno de los más importantes juristas españoles de todos los tiempos, pues no en vano se le conocía en parte del continente europeo como el Bártolo Hispano.</div style>

En las fuentes romanas, específicamente en las pertenecientes a la última jurisprudencia clásica, únicamente se han podido encontrar un par de definiciones acerca del testamento: una de ellas pertenece al jurisconsulto epigonal Ulpiano, mientras que la otra es atribuida a su discípulo Modestino. Las dos definiciones que se conservan son semejantes, siendo esto consecuencia, probablemente, de la vinculación personal y doctrinal que había existido entre ambos jurisconsultos. Pero no ha sido esta manifiesta similitud lo que ha atraído la atención de la romanística, sino que lo más curioso para los estudiosos ha sido el hecho de que ninguno de los dos juristas se haya referido al testamento como el acto por el cual una persona designa a su heredero. Tampoco se pronuncian los clásicos acerca del carácter personalísimo del testamento ni sobre la posibilidad de revocación del mismo. Precisamente por esto, se debe de entender que las definiciones hacen más hincapié en la forma del acto que en el contenido del testamento propiamente dicho. Sin embargo, ambas definiciones ser vieron profundamente alteradas con la institución de los codicilos.

«Testamentum est mentis nostrae iusta contestatio, in id solemniter factum, ut post mortem nostram valeat».
El testamento es la manifestación de nuestra voluntad, realizada antes testigos y conforme al derecho, y de manera solemne, para que valga después de nuestra muerte.
Ulpiano: «Epítome de Ulpiano 20.1»

«Testamentum est voluntatis nostrae iusta sententia de eo, quod quis post mortem suam fieri velit».
El testamento es la declaración conforme al derecho que manifiesta nuestra voluntad sobre lo que cada cual quiere que se haga después de su muerte.
Modestino: «Digesto 28.1.1» 

El jurista español Diego de Covarrubias analizó la definición dada por Modestino, interpretando meticulosamente los términos empleados. Tras su estudio matizó que cuando el jurisconsulto romano hablaba de «sententia» se refería a acto de entendimiento, de modo que personas incapaces o carentes de razón no estaban capacitadas para realizar un testamento. Por su parte, «iusta» tendría por significado plena, perfecta y solemne, o lo que es lo mismo, con las formalidades que el derecho exigía. Por último, la cláusula «quod quis post mortem suam fieri velit» servía para diferenciar al testamento, que se perfeccionaba con el fallecimiento del de cuius, de otros contratos que adquirían eficacia en vida de los contratantes.

## Formas del testamento

### Derecho civil
En el derecho civil de la época arcaica los romanos disponían de dos clases diferentes de testamento, pues uno era de aplicación en época de paz (en pace et in otio) mientras que el otro se reservaba para la situación de guerra (in proelio). Sin embargo, en la época clásica fue introducido y popularizado un tercer tipo basado en la adaptación de la forma mancipatoria, que terminó por volverse la forma ordinaria de hacer testamento. Gracias a los comentarios conservados de Gayo, a las regulae Ulpiani, a los escritores romanos y a la Paraphrasis griega de las Institutiones perteneciente a Teófilo ha sido posible conocer gran parte de las características inherentes a cada uno de los testamentos vinculados al derecho civil.

«Sed ut nihil antiquitatis penitus ignoretur, sciendum est olim quidem duo genera testamentorum in usu fuisse, quorum altero in pace et in otio utebantur, quod calatis comitiis appellabatur; altero, cum in proelium exituri essent, quod procinctum dicebatur. Accessit deinde tertium genus testamentorum, quod dicebatur per æs et libram, scilicet quod per emancipationem, id est, imaginariam quandam venditionem agebatur, quinque testibus et libripende, civibus romanis, puberibus, præsentibus, et eo qui familiæ emptor dicebatur. Sed illa quidem (priora) duo genera testamentorum ex veteribus temporibus in desuetudinem abierunt. Quod vero per æs et libram fiebat, licet diutius permansit, atamen partim et hoc in usu esse desiit».
Para que nada de lo antiguo se ignore del todo, diremos que antiguamente estaban en uso dos clases de testamentos. Se hacía el uno en la paz y el descanso, y se llamaba calatis comitiis; el otro al tiempo de partir al combate, y se denominaba procinctum. Más adelante vino a añadirse una tercera especie, el testamento per aes et libram, que se hacía por la mancipación, esto es, por una venta fingida, con la asistencia de cinco testigos y de un libripens (portador de la balanza), ciudadanos romanos puberos, y del que se llamaba familiae emptor (comprador del patrimonio). Pero desde los primitivos tiempos, los dos primeros modos de testar cayeron en desuso; y el testamento per aes et libram, aunque subsistió por más tiempo, dejó también de practicarse en alguna de sus partes.
Gayo: «Instituciones de Gayo 2.10.1»

#### Testamentum calatis comitiis

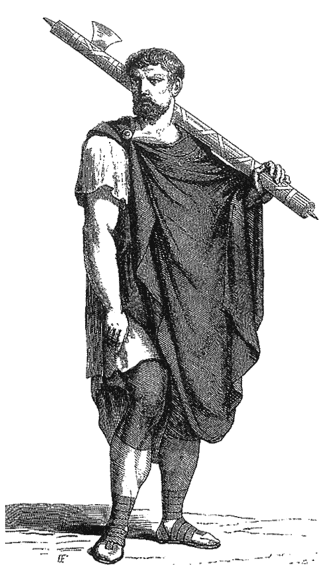
Los lictores llegaron a suplir a los tradicionales comicios curiados en cuestiones de atestiguamiento testamentario.</div style>

Esta clase de testamento se caracterizaba por otorgarse ante las antiguas asambleas convocadas por el Pontifex Maximus, las cuales recibían el nombre de comitia calata, por lo que indirectamente adoptaba la forma de una ley pública. Estas asambleas se reunían delante de la curia Calabra para tal efecto un par de veces al año, concretamente el vigésimo cuarto día de los meses de marzo y mayo, como atestiguan tanto Teófilo como Gayo en sus respectivos escritos; no en vano, el último mencionado sentencia que «[...] calatis comitiis testamentum faciebant, quae comitia bis in anno testamentis faciendis destinata erant [...]». Durante una de esas dos jornadas anuales reservadas, los ciudadanos que tuviesen interés en testar lo podían hacer ante los comicios, hallándose así bajo la autoridad y presencia del pueblo. No obstante, la rogatio del pater familias en la que se creaba un heredero distinto al natural se hacía conforme a la autorización del colegio de Pontífices, limitándose el pueblo a atestiguar el acto.
Sin embargo, los comitia calata acabaron deviniendo en los denominados comitia curiata, los cuales asumieron las competencias en materia testamentaria que tenían los primeros al mismo tiempo que se le asignaron otras funciones de una naturaleza más legislativa. En el momento en que se instaura la República, los comitia curiata ya habían perdido parte de su importancia al restringirse su campo de acción a la ratificación e investidura de magistrados y a ciertos actos derivados del derecho de familia, entre los que se encontraban la adrogatio y el testamento. Desde ese momento, estas asambleas fueron decayendo progresivamente hasta ser substituidas por treinta subalternos que vinieron a reemplazar de un modo simbólico a las primitivas treinta curias. Puede llegar a parecer un tanto superflua la parafernalia ante la población romana, pero lo cierto es que la solemnidad era siempre necesaria, puesto que con el testamento calatis comitiis se instituía a un sucesor que no era el natural. De hecho, las personas que acudían a este tipo testamentario lo solían hacer porque no tenían hijos, o bien, porque deseaban desheredar a los heredes sui.
El acto en el que se fraguaba el testamento era similar al de la antigua adrogatio de un pater familias, por lo que los estudiosos del derecho romano actuales no descartan que se tratase del mismo acto. También existe una cierta duda en cuanto al papel que se desenvolvía el pueblo romano en los comitia curiata, pues no se puede dictaminar con total certeza si éste actuaba simplemente como un mero testigo, o en su defecto, exponía su conformidad a lo dispuesto por el testador. En cualquier caso, la doctrina opina de forma unánime que este testamento fue una especie de transición entre la sucesión intestada y la emergente sucesión testamentaria.

#### Testamentum per aes et libram
En la época clásica del derecho romano, tras haber sido eludidas, que no derogadas, las poco funcionales formas testamentarias relativas a la etapa arcaica, el método que se seguía para hacer testamento ordinariamente era el rito del bronce y de la balanza, o lo que viene a ser lo mismo, el  testamentum per aes et libram. Es por tanto a partir del año 130 a. C. cuando el testamento libral conoció su momento de mayor popularización y expansión social, a pesar de haber sido ejecutado con relativa asiduidad durante los siglos precedentes. Las cuestiones que indujeron a este reemplazamiento de las formas arcaicas fueron de lo más variado: el exclusivismo reinante en los comicios curiados tan propicios siempre al orden patricio como desfavorables a la plebe, las dificultades derivadas de hacer testamento únicamente un par de veces al año por lo que muchas personas que deseaban testar se quedaban sin poderlo hacerlo o el imperativo de que el testamento se otorgase en Roma, eran tan solo unas pocas de las inconveniencias.

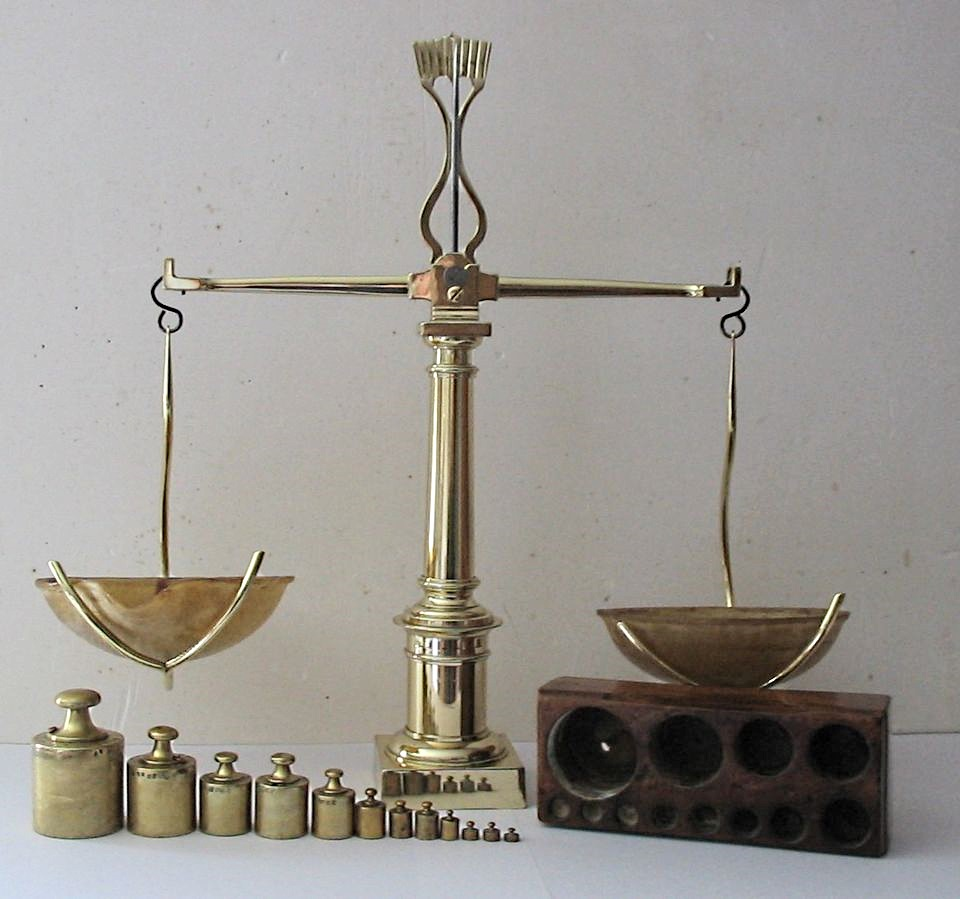
Con anterioridad a la aparición de la moneda, en la mancipatio se empleaba activamente una balanza de platillos para pesar las barras de metal que se daban para adquirir la propiedad de una cosa mancipable.</div style>

La herencia entendida como el derecho de heredar era una cosa no mancipable a consecuencia de su carácter incorpóreo, pero a efectos patrimoniales se erigía como una cosa mancipable, por lo que fue aplicada sin grandes dificultades la fórmula de la mancipatio.
Inicialmente, el testamento libral comenzó siendo una mancipación para disponer de bienes singulares en forma de legado. El testador mancipaba nummo uno su patrimonio a una persona de confianza, a la que los romanos aludían como familiae emptor, mientras que en la nuncupatio la persona que testaba especificaba el destino que el comprador debía dar a los bienes cuando se sobreviniese su fallecimiento. Con la intervención de este amigo familiar quedaba patente que este modo testamentario se fundaba en la desconfianza del testador de que se respetase su voluntad una vez hubiese perdido la vida. Como resultado del trámite, el emptor adquiría realmente la propiedad de los bienes, si bien lo hacía en régimen de fiduciario, por lo que los legatarios recibían de este la propiedad de los mismos que el testador había dispuesto para cada uno.
Pero el testamento libral no permaneció estático con el paso de los años, sino que en un determinado momento este llegó a servir para instituir a un verdadero heredero, llegando a requerirse para que la validez del acto
Con el devenir del tiempo, quizá a mediados del siglo IV a. C. como asegura Franz Wieacker, quizá tras la promulgación de la ley agraria del siglo III a. C. como expresa Siro Solazzi, el testamento libral sirvió para instituir un verdadero heredero, llegándose a hacer requisito indispensable para la validez del acto que se nombrara ante todo un heres. Por ello el testamento pasó a consistir realmente en una nuncupatio declarada ante cinco testigos a los que se añadían otros dos asistentes, como eran el libripens y el familiae emptor, dejando este último de ser un verdadero fiduciario al ser el heredero quien se encarga de dar cumplimiento a los legados.

### Derecho pretorio
Para el derecho civil no era válido el testamento si no se había realizado el acto per aes et libram, pero lo cierto es que la voluntad del testador, su nuncupatio con todas las disposiciones en ella contenidas, se hallaba recogida en las tablillas testamentarias. Es precisamente por esta realidad por lo que el pretor, prescindiendo de la solemnidad libral, consideró que el testamento lo constituían las mismas tablillas, por lo que ofrecía la bonorum possessio secundum tabulas a quien apareciese instituido heredero en unas tablillas convenientemente selladas con los sellos íntegros de siete testigos.
La bonorum possessio que el pretor concedía fue en un primer momento sine re, de manera que se daba preferencia al heredero civil que reclamase la herencia. En el caso de que solo existiese un documento que no había estado precedido por el acto libral, y apareciese un heredero instituido con las formalidades per aes et libram, cosa que se demostraba con testigos, quien salía triunfadora era la segunda de las personas.
Con la llegada al poder del emperador Antonino Pío la situación cambió de forma drástica, pues se pasó a conceder
De este modo, puede hablarse de un testamento pretorio, escrito, con siete testigos, que se contrapone al testamento civil, oral, de cinco testigos. En la historia del documento romano, el testamento relativo al ius honorarium representa el primer documento que aparece con un valor constitutivo, aunque tan solo a efectos pretorios.

## Facción de testamento
Los juristas escolásticos se referían a la posibilidad o idoneidad para otorgar un testamento conforme a la legislación romana con la expresión latina testamenti factio, traducible al español como facción del testamento. Estar en posesión de ésta era requisito indispensable de cara a la validación del testamento, como así lo confirmaba Gayo diciendo in primis advertere, an is qui id fecerit habuerit testamenti factionem.

### Activa
Por su parte, los hijos de familia tuvieron la oportunidad de testar a partir de la época clásica acerca de los bienes constituyentes de su peculio castrense

### Ius capiendi
Durante el gobierno de Augusto se evidenció en el Imperio Romano una profunda crisis demográfica, que llevó al emperador a tomar una serie de medidas legislativas dirigidas a fomentar aspectos tales como el matrimonio o la natalidad, previniendo una posible degeneración de la sociedad romana. Fue así como se promulgaron las leyes Iulia de maritandis ordinibus y Papia poppaea, en el año 18 a. C. y 9 d. C. respectivamente.